# A l'Olympia (Carla Bruni)
A l'Olympia è il primo album dal vivo (quarto album in totale) della cantautrice italiana naturalizzata francese Carla Bruni, pubblicato il 20 ottobre 2014.

## Descrizione
Registrato l'11 maggio 2014 al teatro Olympia di Parigi, l'album è stato pubblicato in formato CD e DVD. Raccoglie le migliori canzoni dell'artista, cantante tutte dal vivo.

### Promozione
Per promuovere il progetto il 6 ottobre 2014 sono stati pubblicati come singoli promozionali le canzoni Quelqu’un m'a dit e All The Best con Marianne Faithfull. L'esibizione dei due brani sono state pubblicate sul canale Vevo dell'artista.

## Tracce
1. Déranger les Pierres – 4:10
2. L'amoureuse – 2:50
3. Le plus beau du quartier – 3:42
4. Tout le monde – 3:20
5. Little French Song – 2:54
6. Dolce Francia – 4:27
7. On serait seuls au monde – 2:50
8. J'arrive a toi – 3:46
9. Si la photo est bonne – 3:00
10. All the Best (feat. Marianne Faithfull) – 3:08
11. Tu es ma came – 2:49
12. Salut Marin – 3:50
13. Darling – 3:09
14. Raphael – 2:38
15. Chez Keith et Anita – 3:17
16. Mon Raymond – 3:09
17. Le temps perdu – 3:09
18. Quelqu'un m'a dit – 3:19
19. La dernière minute – 1:33

Durata totale: 61:00
Bonus DVD
Oltre ai brani contenuti nel CD, il DVD contiene anche le seguenti canzoni, per un totale di 21 tracce.:
1. Pas une dame
2. Priere

## Formazione
- Carla Bruni - voce
- Taofik Farah - chitarre
- David Lewis - piano, tastiere, tromba, trombetta
- Benedicte Schmitt - missaggio
- Dominique Blanc-Francard - masterizzazione